# Chotcza (gmina)
Chotcza – gmina wiejska w województwie mazowieckim, w powiecie lipskim. W latach 1975–1998 gmina położona była w województwie radomskim.
Siedziba gminy to Chotcza-Józefów (do 30 grudnia 1999 pod nazwą Chotcza-Józefów; za II RP Chotcza Dolna).
Według danych z 31 grudnia 2012 gminę zamieszkiwało 2499 osób.

## Struktura powierzchni
Według danych z roku 2002 gmina Chotcza ma obszar 88,82 km², w tym:
- użytki rolne: 73%
- użytki leśne: 17%

Gmina stanowi 11,88% powierzchni powiatu.

## Demografia
Tab. 1. Dane z 31 grudnia 2012:
| Opis                              | Ogółem | Ogółem | Kobiety | Kobiety | Mężczyźni | Mężczyźni |
| --------------------------------- | ------ | ------ | ------- | ------- | --------- | --------- |
| jednostka                         | osób   | %      | osób    | %       | osób      | %         |
| populacja                         | 2499   | 100    | 1247    | 49,9    | 1252      | 50,1      |
| gęstość zaludnienia (mieszk./km²) | 28,1   | 28,1   | 14      | 14      | 14,1      | 14,1      |

## Miejscowości

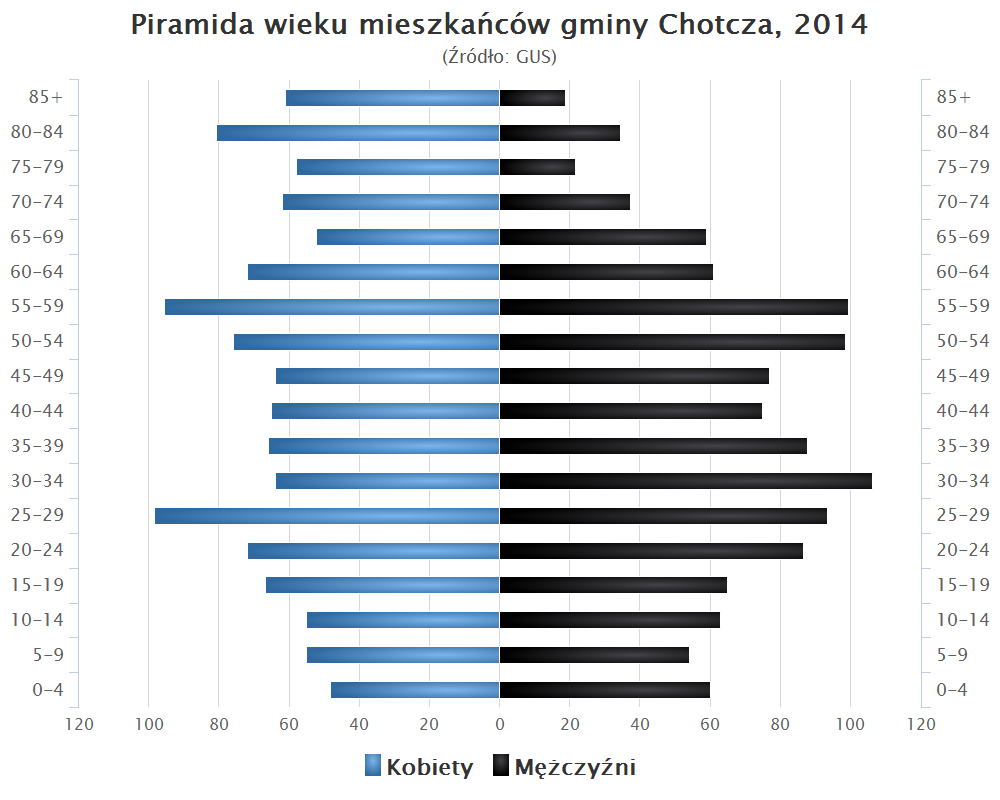
Piramida wieku mieszkańców gminy Chotcza w 2014 roku

| Tab. 2. Miejscowości podstawowe oraz ich integralne części w administracji gminy Chotcza, z wyrażeniem ich położenia geograficznego. | Tab. 2. Miejscowości podstawowe oraz ich integralne części w administracji gminy Chotcza, z wyrażeniem ich położenia geograficznego. | Tab. 2. Miejscowości podstawowe oraz ich integralne części w administracji gminy Chotcza, z wyrażeniem ich położenia geograficznego. | Tab. 2. Miejscowości podstawowe oraz ich integralne części w administracji gminy Chotcza, z wyrażeniem ich położenia geograficznego. | Tab. 2. Miejscowości podstawowe oraz ich integralne części w administracji gminy Chotcza, z wyrażeniem ich położenia geograficznego. |
| Identyfikator SIMC | Nazwa miejscowości | Rodzaj miejscowości | Miejscowość podstawowa lub statystyczna                                                                                              | Położenie geograficzne |
| --- | --- | --- | --- | --- |
| 0616043 | Baranów | wieś | | 51°13′02″N 21°44′10″E/51,217222 21,736111                                                                                            |
| 0616072 | Białobrzegi | wieś | | 51°12′05″N 21°44′40″E/51,201389 21,744444                                                                                            |
| 0616089 | Białobrzegi-Kolonia | kolonia wsi | Białobrzegi | 51°11′54″N 21°45′59″E/51,198333 21,766389                                                                                            |
| 0616184 | Borowiec | wieś | Gniazdków | 51°15′47″N 21°47′21″E/51,263056 21,789167                                                                                            |
| 0616244 | Browarka | kolonia wsi | Karolów | 51°16′03″N 21°38′55″E/51,267500 21,648611                                                                                            |
| 0616110 | Chałupki | przysiółek wsi | Chotcza Dolna | 51°13′27″N 21°48′19″E/51,224167 21,805278                                                                                            |
| 0616095 | Chotcza Dolna | wieś | | 51°13′43″N 21°47′17″E/51,228611 21,788056                                                                                            |
| 0616126 | Chotcza Górna | wieś | | 51°14′18″N 21°46′00″E/51,238333 21,766667                                                                                            |
| 0616155 | Chotcza-Józefów | wieś | | 51°14′31″N 21°46′22″E/51,241944 21,772778                                                                                            |
| 0616050 | Dębina | część wsi | Baranów | 51°13′36″N 21°42′26″E/51,226667 21,707222                                                                                            |
| 0616178 | Gniazdków | wieś | | 51°15′13″N 21°47′51″E/51,253611 21,797500                                                                                            |
| 0616221 | Górki | część wsi | Jarentowskie Pole | 51°13′08″N 21°46′10″E/51,218889 21,769444                                                                                            |
| 0616190 | Gustawów | wieś | | 51°15′01″N 21°43′54″E/51,250278 21,731667                                                                                            |
| 0616209 | Gustawów Drugi | część wsi | Gustawów | 51°14′54″N 21°43′21″E/51,248333 21,722500                                                                                            |
| 0616215 | Jarentowskie Pole | wieś | | 51°12′39″N 21°46′33″E/51,210833 21,775833                                                                                            |
| 0616340 | Jeziorówka | część wsi | Siekierka Nowa | 51°17′42″N 21°40′27″E/51,295000 21,674167                                                                                            |
| 0616238 | Karolów | wieś | | 51°15′38″N 21°39′06″E/51,260556 21,651667                                                                                            |
| 0616250 | Kijanka | wieś | | 51°16′01″N 21°44′27″E/51,266944 21,740833                                                                                            |
| 0616310 | Klin | część wsi | Niemieryczów | 51°15′21″N 21°43′16″E/51,255833 21,721111                                                                                            |
| 0616066 | Kolonia | część wsi | Baranów | 51°13′23″N 21°43′36″E/51,223056 21,726667                                                                                            |
| 0616267 | Kolonia Kijanka | część wsi | Kijanka | 51°16′17″N 21°43′51″E/51,271389 21,730833                                                                                            |
| 0616296 | Kolonia Wola Solecka | kolonia | Kolonia Wola Solecka | 51°11′32″N 21°43′43″E/51,192222 21,728611                                                                                            |
| 0616132 | Kresy | część wsi | Chotcza Górna | 51°14′10″N 21°44′35″E/51,236111 21,743056                                                                                            |
| 0616362 | Krótka | część wsi | Tymienica Nowa | 51°15′58″N 21°41′14″E/51,266111 21,687222                                                                                            |
| 0616273 | Mała Wieś | część wsi | Kijanka | 51°16′14″N 21°44′14″E/51,270556 21,737222                                                                                            |
| 0616327 | Młodzianów | część wsi | Niemieryczów | 51°14′10″N 21°42′00″E/51,236111 21,700000                                                                                            |
| 0616304 | Niemieryczów | wieś | | 51°15′08″N 21°42′06″E/51,252222 21,701667                                                                                            |
| 0616161 | Nowa Chotcza | część wsi | Chotcza-Józefów | 51°14′34″N 21°46′41″E/51,242778 21,778056                                                                                            |
| 0616416 | Nowy Zajączków | część wsi | Zajączków | 51°14′57″N 21°40′48″E/51,249167 21,680000                                                                                            |
| 0616280 | Pod Rzeką | część wsi | Kijanka | 51°16′24″N 21°44′50″E/51,273333 21,747222                                                                                            |
| 0616333 | Siekierka Nowa | wieś | | 51°17′15″N 21°40′49″E/51,287500 21,680278                                                                                            |
| 0616385 | Siekierka Stara | wieś | | 51°17′28″N 21°41′56″E/51,291111 21,698889                                                                                            |
| 0616356 | Tymienica Nowa | wieś | | 51°16′14″N 21°42′09″E/51,270556 21,702500                                                                                            |
| 0616391 | Tymienica Stara | wieś | | 51°16′01″N 21°40′17″E/51,266944 21,671389                                                                                            |
| 0616149 | U Młyna | część wsi | Chotcza Górna | 51°13′59″N 21°45′50″E/51,233056 21,763889                                                                                            |
| 0616103 | Wiśniówek | część wsi | Chotcza Dolna | 51°13′58″N 21°45′57″E/51,232778 21,765833                                                                                            |
| 0616400 | Zajączków | wieś | | 51°14′29″N 21°40′06″E/51,241389 21,668333                                                                                            |
| 0616379 | Zarowie | część wsi | Tymienica Nowa | 51°16′31″N 21°40′31″E/51,275278 21,675278                                                                                            |
| Źródła: Wykaz urzędowych nazw miejscowości i ich części(xls),Zbiory danych państwowego rejestru nazw geograficznych -2025-06-15      | | | | |

## Sołectwa
Baranów, Białobrzegi, Chotcza-Józefów, Chotcza Dolna, Chotcza Górna, Gniazdków, Gustawów, Jarentowskie Pole, Karolów, Kijanka, Kolonia Wola Solecka, Niemieryczów, Siekierka Nowa, Siekierka Stara, Tymienica Nowa, Tymienica Stara, Zajączków.
Bez statusu sołectwa jest wieś Borowiec. 

## Sąsiednie gminy
Ciepielów, Lipsko, Łaziska, Przyłęk, Solec nad Wisłą, Wilków, Zwoleń